# Aulacizes divergens
Aulacizes divergens är en insektsart som beskrevs av Schmidt 1928. Aulacizes divergens ingår i släktet Aulacizes och familjen dvärgstritar. Inga underarter finns listade i Catalogue of Life.